# Bangor, Nordirland
Bangor (engelskt uttal: [ˈbæŋɡər], lågskotska: Bengor, iriska: Beannchar) är en stad i grevskapet Down i Nordirland. Staden är huvudort i distriktet Ards and North Down på den södra sidan av Belfast Lough, cirka 18,5 kilometer nordost om centrala Belfast. Tätorten (settlement) hade 61 011 invånare vid folkräkningen år 2011.